# La Maison de Nazareth
La Maison de Nazareth est un tableau réalisé par le peintre espagnol Francisco de Zurbarán vers 1635-1640. Cette huile sur toile représente Marie regardant Jésus, encore enfant, se piquer avec une couronne d'épines. L'œuvre est conservée au Cleveland Museum of Art, à Cleveland.

## Postérité
Le tableau fait partie des « 105 œuvres décisives de la peinture occidentale » constituant le musée imaginaire de Michel Butor.